# Vladimirescu
Vladimirescu (früher Glogovăț; deutsch Glogowatz, ungarisch Glogovácz oder Öthalom) ist eine Gemeinde im Kreis Arad, Rumänien. Vladimirescu liegt nördlich der Marosch, acht Kilometer östlich der Kreishauptstadt Arad am Drum național 7, eine Teilstrecke der Europastraße 68.

## Geschichte

### Ansiedlung
Johann Georg Freiherr von Harruckern (1664–1742), der unter dem österreichischen Heerführer Prinz Eugen von Savoyen kämpfte, erhielt für seine Verdienste ausgedehnte Güter in Ungarn, unter denen auch Glogowatz war. Daraufhin begann er mit der Besiedlung dieser Güter. Sein Sohn Dominik Baron von Harrucker (1696–1775) setzte diese Besiedlung fort. Baron Harrucker ließ vorwiegend in Franken Siedler anwerben und auf eigene Kosten mit Schiffen bis Gyula bringen.
Zwischen 1741 und 1756 siedelten sich 24 deutsche Familien aus Franken, hauptsächlich aus den Gebieten Würzburg und Bamberg, an. Zwischen 1765 und 1771 wurden in Glogowatz insgesamt 167 Ansiedlerfamilien kolonisiert. Die Gemeinde Glogowatz besaß 1765 schon 250 bis 300 Häuser und 1767 eine römisch-katholische Pfarrkirche. Eine zweite Einwanderungswelle fand unter Kaiser Josef II. statt. Zwischen 1779 und 1806 hatte Glogowatz insgesamt 371 Häuser.
Bis in die 1980er Jahre lebten über 5.000 Deutsche in der Gemeinde, davon knapp 4.000 in Glogowatz selbst, die übrigen zumeist in Horia (Neupanat).

### Ortsname

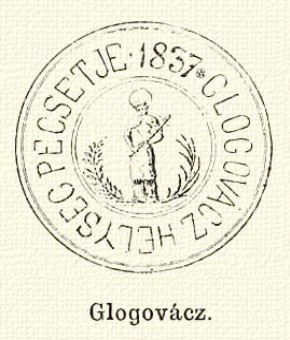
Stempel von Glogovácz im Jahr 1837

Der Ortsname Glogowatz soll von einem serbischen Anführer einer Räuberbande, namens Glogow, stammen. Im Laufe der Zeit wurde der Ortsname von den jeweiligen Verwaltungsbehörden abgeändert. Von 1910 bis 1918 war der offizielle ungarische Name Öthalom. Die rumänische Verwaltung passte den Namen nach 1918 als Glogovăț ihrer Sprache an. Nach dem Zweiten Weltkrieg 1945 wurde Glogowatz nach dem Revolutionär von 1821, Tudor Vladimirescu, benannt.
Das ursprüngliche Dorf, heute der Kern der Gemeinde, wurde hauptsächlich zwischen 1870 und 1920 ausgebaut. Dagegen wurde das neue Dorf hauptsächlich von rumänischen Bauern erst nach 1956 am Nordrand der Gemeinde angebaut. Das Dorf Glogowatz hatte noch zwei Ortsteile, Gulibar, das serbischer Herkunft sein soll, und den Ortsteil Hanafeld; dieser Name weist auf das Wasser einer durch Ziegelschlag entstandenen Lehmgrube hin, in der der Hanf geröstet und gewaschen wurde.
In der Zeitspanne von 1956 bis 1960 wurde die Gemeinde Vladimirescu infolge eines Dekretes um 40 Hektar erweitert. Damals wurden 359 Hausplätze zu je 0,12 ha hauptsächlich an Rumänen verteilt, worauf diese das sogenannte Neue Dorf aufbauten.

### Kriegsfolgen
Im Ersten Weltkrieg hatte Glogowatz 50 Kriegsopfer zu beklagen. Am 22. Juni 1941 trat Rumänien an der Seite des deutschen Reiches in den Krieg gegen die Sowjetunion ein. Aus Glogowatz zogen am 4. Juli 1943 504 Männer zur deutschen Wehrmacht ein. Während des Zweiten Weltkrieges sind 269 Glogowatzer auf den Schlachtfeldern gefallen und 28 wurden von ihren Einheiten als vermisst gemeldet. Zuhause sind 5 umgekommen, in verschiedenen Lagern Internierte 54. Daraus ergeben sich 356 Glogowatzer Kriegsopfer. In Glogowatz fand die Verschleppung in die Sowjetunion am 14. Januar 1945 statt. Alle deutschen Frauen im Alter von 18 bis 32 Jahren und Männer von 17 bis 45 Jahren wurden in die Sowjetunion verschleppt. Von diesen starben 59 in der Sowjetunion. Als indirekte Kriegsfolge kann auch die Auswanderung der deutschstämmigen Bevölkerung angesehen werden. Aus Glogowatz sind etwa 4200 Deutsche in die Bundesrepublik Deutschland übersiedelt. Von 1902 bis 1982 wanderten außerdem 361 Familien in die Vereinigten Staaten von Amerika, 54 Familien nach Kanada und 4 Familien nach Südamerika aus.

### Kulturleben und Kirche
In Glogowatz gab es 1880 die Blasmusikkapelle unter der Leitung von Valentin Schaudenecker. Die zweite wurde am 7. März 1906 unter der Leitung von Jakob Minich gegründet. Bis 1984 folgten noch weitere 6 Musikkapellen unter der Leitung von Michael Ganz im Jahr 1927, Nikolaus Marx im Jahr 1931, Georg Ardelean im Jahr 1935, Paul Dumelle und Johann Wild im Jahr 1949, Anton Hollich im Jahr 1954 und schließlich die letzte, die von Anton Hoff bis 1984 geleitet wurde. Es gab auch Unterhaltungsorchester unter den Leitungen von Anton Hollich, Wendelin Kaiser, Franz Haidt und Anton Sölöschi.
Im Jahr 1913 wurde der erste Feuerwehrverein von Glogowatz gegründet. Desgleichen gab es nacheinander drei Mädchenkränze, einen Jagdverein, und einen Schützenverein (gegründet im Jahre 1867). Ebenso gab es eine Reitschule, gegründet 1848. In den dreißiger Jahren begann man in Glogowatz mit dem Fußballspielen, später folgten auch Handball und Leichtathletik. Im Laufe der Jahre gab es auch verschiedene Laienspielgruppen, unter der Leitung von Martin Freisinger, Franz Pretz und Sofia Hoffmann.
1756 wurde die erste Kapelle errichtet und zu Ehren der heiligen Apolonia geweiht. Im Jahre 1765 besaß Glogowatz die erste Kirche – die dem heiligen Johannes von Nepomuk geweiht wurde – und hatte 1766 den ersten Pfarrer. Aus Glogowatz stammen drei Geistliche: Adalbert Johann Merle, Emmerich Vormittag und Josef Hoffmann.

## Wirtschaft
Die wirtschaftliche Entwicklung der Gemeinde Vladimirescu ist stark durch die Nähe zu Arad geprägt. Am Gemeinderand befindet sich das chemische Kombinat ARCHIM. Desgleichen haben sich die Lebensmittelindustrie, die Textilindustrie, das Transportwesen und der Bausektor – besonders der Wohnungsbau – stark entwickelt. Auch der Tourismus spielt in Vladimirescu eine bedeutende Rolle.

## Verkehr
Vladimirescu ist durch eine Überlandstraßenbahn mit Arad und Ghioroc verbunden, diese ging aus der ehemaligen Lokalbahn Arad–Podgoria hervor. Außerdem besitzt der Ort einen Haltepunkt an der Bahnstrecke Arad–Alba Iulia, dieser heißt bis heute Glogovăț.

## Persönlichkeiten
- Anton Hollich (* 1960), Orchestermusiker, Arrangeur und Musikpädagoge
- Josef Schmalz (1932–2014), Musiker, Komponist, Arrangeur und Kapellmeister
- Hans Gehl (1939–2022), Sprachforscher und Ethnologe
- Dennis Man (* 1998), Fußballspieler